# Kökény Mihály
Kökény Mihály (Budapest, 1950. április 5. –) magyar baloldali politikus, belgyógyász, kardiológus, korábbi népjóléti, majd egészségügyi miniszter.

## Családja
Édesapja, Kökény Mihály (1920–1984) gépészmérnök volt, aki 1955–1956-ban földművelésügyi miniszterhelyettesként szolgált, majd 1957-től 1968-ig titkára volt az Országos Atomenergia Bizottságnak. Édesanyja, Varga Edit (1917–2006) vegyész, 1957 és 1986 között a Kőbányai Gyógyszerárugyár vezérigazgatója volt. Testvére, Kökény Miklós (1954) bírósági irattáros. 1975-ben vette feleségül Stiller Mária vegyészmérnököt.

## Életpályája
1974-ben diplomázott a Semmelweis Egyetem Általános Orvostudományi karán, s ezt követően szakorvosi vizsgát tett kardiológiából és belgyógyászatból. 1979-től 1990-ig az államigazgatásban dolgozott mint köztisztviselő. 1988 és 1990 között a Németh-kormányban szociális és egészségügyi miniszterhelyettesként tevékenykedett. 1991-ben lépett be a Magyar Szocialista Pártba. 1992 és 1994 között annak országos ügyvivője. Az Országgyűlés tagja, Ferencváros parlamenti képviselője 1994 és 2010 között. A parlament egészségügyi bizottságának elnöke 1998 és 2002, illetve 2006 és 2010 között.
Különböző kormányzati pozíciókban dolgozott, volt miniszterhelyettes, kormánybiztos, államtitkár és két alkalommal népjóléti, illetve egészségügyi és szociális miniszter (1996–1998, 2003–2004). 1987-ben az első magyar népegészségügyi program kidolgozója volt. Miniszteri működéséhez kötődik az ágazati alaptörvények rendszerváltás utáni megújítása és a nyugdíjreform. Képviselőként az irányított betegellátási modellkísérlet egyik kezdeményezője volt.
Nemzetközi egészségügyi és egészségfejlesztési szervezetekben konzultánsként, szakértőként 30 éve foglalkoztatják. Az Egészségügyi Világszervezet (WHO) Európai Állandó Bizottságának tagja (2004–2007), majd 2008 és 2011 között a WHO Végrehajtó Tanácsának tagja, 2010-ben és 2011-ben a testület elnöke.
A Debreceni Egyetem Népegészségügyi Karának megbízott egészségpolitikai oktatója. 2010 és 2020 között a genfi Graduate Institute globális egészségközpontjának tudományos főmunkatársaként világszerte részt vett egészségdiplomáciai kurzusok szervezésében és lebonyolításában. 2010 és 2019 között a WHO európai regionális igazgatójának politikai tanácsadója volt, jelenleg a WHO genfi központjának konzultánsa. Számos cikke, több könyvrészlete jelent meg magyar és angol nyelven nemzetközi egészségügyi, egészségpolitikai, egészségfejlesztési kérdésekről itthon és külföldön. Több egészségdiplomáciáról szóló könyv szerkesztője. Tudományos fokozatát (PhD) a Debreceni Egyetemen szerezte 2015-ben a hazai egészségfejlesztés dilemmáiról írt dolgozatával. 2021-ben a Magyar Tudományos Akadémia Megelőző Orvostudományi Bizottsága tagjává választották. 
2023-ban kilépett a Magyar Szocialista Pártból. 2023 júniusa óta a Demokratikus Koalíció szakértője egészségpolitikai kérdésekben.  
2010 óta sokoldalú szerepet vállal civil mozgalmakban. Tagja a Szeretem Magyarországot klubnak, 4 évig kurátora volt, jelenleg tanácsadója a Budapesti Fesztiválzenekarnak. Megszűnéséig a Hagyományos Kínai Orvoslás az Európai Egészségügyért Alapítvány kuratóriumának elnöke volt. A Lions Klubok Magyarországi Szövetségéhez 2012-ben csatlakozott. A szervezetben végzett munkája, az egészségprogram megszervezésének elismeréseként 2020-ban Melvin Jones díjjal tüntették ki.